# Listă de filme fantastice din anii 1930

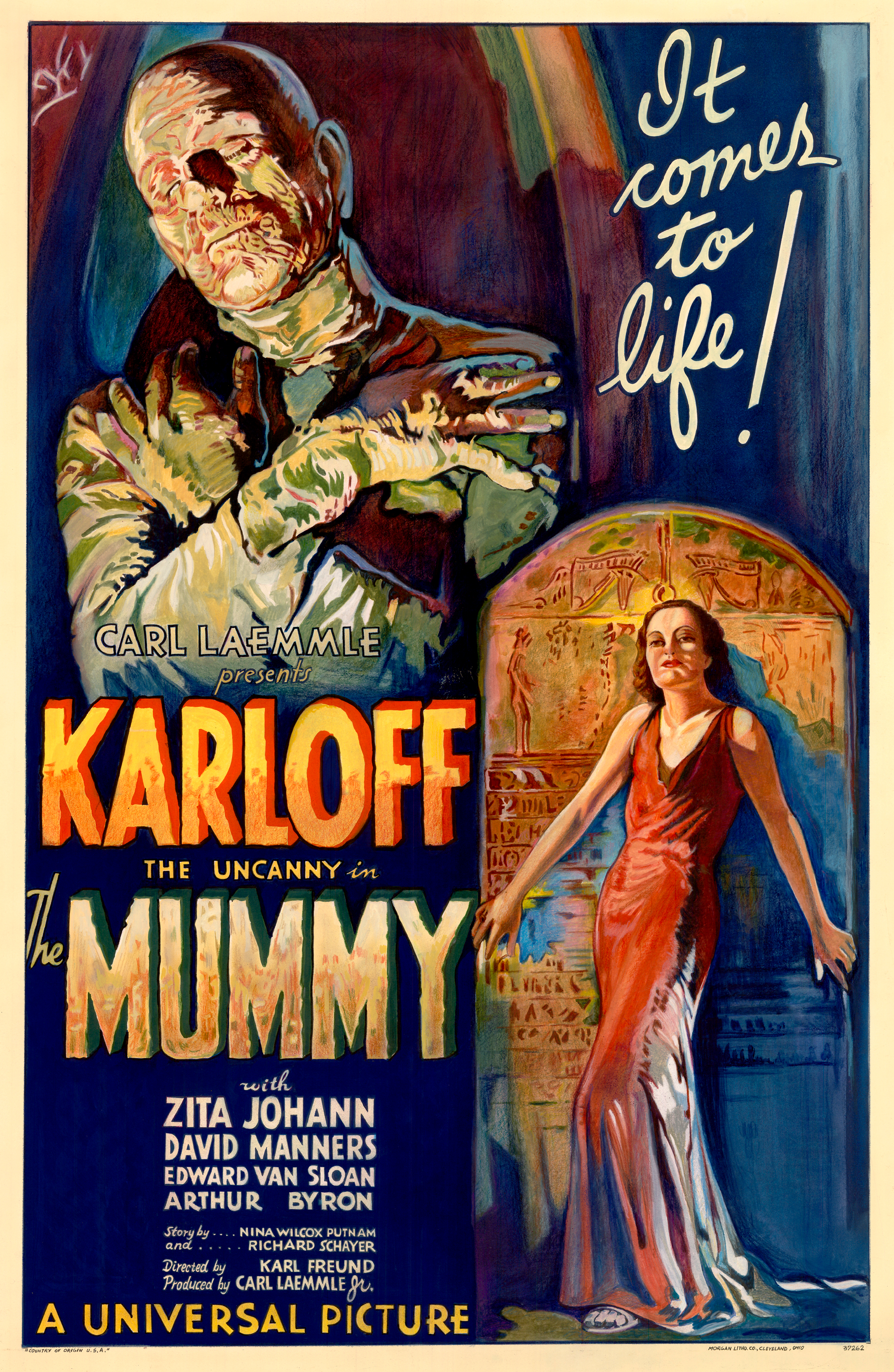
Afișul filmului Mumia din 1932.

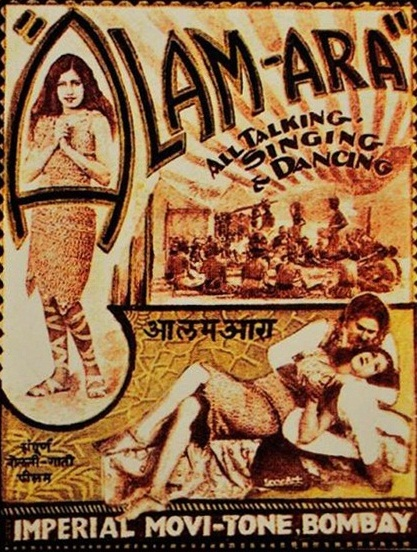
Afișul filmului Alam Ara din 1931.

Aceasta este o listă de filme fantastice din anii 1930:
| 1930 • 1931 • 1932 • 1933 • 1934 • 1935 • 1936 • 1937 • 1939         |                                        |                                                                            |                                                                                    |                                                             |
| Titlu                                                                | Regizor                                | Actori                                                                     | Țara                                                                               | Note                                                        |
| 1930                                                                 |                                        |                                                                            |                                                                                    |                                                             |
| Kismet                                                               | John Francis Dillon                    | Otis Skinner, Loretta Young, David Manners                                 | Statele Unite ale Americii                                                         |                                                             |
| Liliom                                                               | Frank Borzage                          | Charles Farrell, Rose Hobart, H.B. Warner                                  | Statele Unite ale Americii                                                         |                                                             |
| 1931                                                                 |                                        |                                                                            |                                                                                    |                                                             |
| Alam Ara                                                             | Ardeshir Irani                         | Master Vithal, Zubeida, Prithviraj Kapoor, Jillo                           | India                                                                              | Primul film cu sunet produs în India                        |
| A Connecticut Yankee                                                 | David Butler                           | Will Rogers, William Farnum, Myrna Loy, Maureen O'Sullivan                 | Statele Unite ale Americii                                                         |                                                             |
| 1932                                                                 |                                        |                                                                            |                                                                                    |                                                             |
| Das Blaue Licht                                                      | Leni Riefenstahl                       | Leni Riefenstahl, Beni Fuehrer, Max Holzboer                               | Germania                                                                           |                                                             |
| Atlantida (germană Die Herrin von Atlantis, franceză L'Atlantide)    | G.W. Pabst                             | Brigitte Helm                                                              | Germania · Franța                                                                  |                                                             |
| Mumia                                                                |                                        |                                                                            |                                                                                    |                                                             |
| Tarzan the Ape Man                                                   |                                        | Johnny Weismuller                                                          |                                                                                    |                                                             |
| 1933                                                                 |                                        |                                                                            |                                                                                    |                                                             |
| Alice în Țara Minunilor (Alice in Wonderland)                        | Norman Z. McLeod                       | Charlotte Henry, Richard Arlen, Roscoe Ates                                | Statele Unite ale Americii                                                         |                                                             |
| Berkeley Square                                                      | Frank Lloyd                            | Leslie Howard, Heather Angel, Valerie Taylor                               | Regatul Unit al Marii Britanii și al Irlandei de Nord · Statele Unite ale Americii |                                                             |
| King Kong                                                            | Merian C. Cooper, Ernest B. Schoedsack | Fay Wray, Robert Armstrong, Bruce Cabot                                    | Statele Unite ale Americii                                                         |                                                             |
| Turn Back the Clock                                                  | Edgar Selwyn                           | Lee Tracy, Mae Clarke, Otto Kruger                                         | Statele Unite ale Americii                                                         |                                                             |
| 1934                                                                 |                                        |                                                                            |                                                                                    |                                                             |
| Death Takes a Holiday                                                | Mitchell Leisen                        | Fredric March, Evelyn Venable, Guy Standing                                | Statele Unite ale Americii                                                         |                                                             |
| Liliom                                                               | Fritz Lang                             | Madeleine Ozeray, Charles Boyer, Pierre Alcover                            | Franța                                                                             |                                                             |
| 1935                                                                 |                                        |                                                                            |                                                                                    |                                                             |
| Dante's Inferno                                                      |                                        |                                                                            |                                                                                    |                                                             |
| The Ghost Goes West                                                  | René Clair                             | Robert Donat, Jean Parker, Eugene Pallette                                 | Regatul Unit al Marii Britanii și al Irlandei de Nord                              |                                                             |
| A Midsummer Night's Dream                                            | William Dieterle, Max Reinhardt        | Ian Hunter, James Cagney, Grant Mitchell, Olivia de Havilland              | Statele Unite ale Americii                                                         |                                                             |
| Noul Gulliver (Новый Гулливер)                                       | Aleksandr Ptushko                      | Vladimir Konstantinov, Ivan Yudin                                          | Uniunea Republicilor Sovietice Socialiste                                          | Film cu acțiune în direct și stop motion                    |
| She                                                                  | Irving Pichel, Lansing C. Holden       | Helen Gahagan, Randolph Scott, Helen Mack                                  | Statele Unite ale Americii                                                         |                                                             |
| 1936                                                                 |                                        |                                                                            |                                                                                    |                                                             |
| The Man Who Could Work Miracles                                      | Lothar Mendes                          | Roland Young, Joan Gardner, Ralph Richardson                               | Regatul Unit al Marii Britanii și al Irlandei de Nord                              |                                                             |
| 1937                                                                 |                                        |                                                                            |                                                                                    |                                                             |
| Dybuk (דער דיבוק‎)                                                    | Michael Waszynski                      | Abraham Morewski, Isaac Samberg, Moshe Lipman                              | Polonia                                                                            |                                                             |
| Lost Horizon                                                         | Frank Capra                            | Ronald Colman, Edward Everett Horton, H.B. Warner                          | Statele Unite ale Americii                                                         |                                                             |
| Albă ca Zăpada și cei șapte pitici (Snow White and the Seven Dwarfs) | Diverși regizori                       |                                                                            | Statele Unite ale Americii                                                         | Film de animație                                            |
| Topper                                                               | Norman Z. McLeod                       | Cary Grant, Constance Bennett, Billie Burke                                | Statele Unite ale Americii                                                         |                                                             |
| 1938                                                                 |                                        |                                                                            |                                                                                    |                                                             |
| Po shchuchemu veleniyu (По щучьему веленью)                          | Aleksandr Rou                          | Pyotr Savin, Georgy Millyar                                                | Uniunea Republicilor Sovietice Socialiste                                          |                                                             |
| 1939                                                                 |                                        |                                                                            |                                                                                    |                                                             |
| Cheia de aur (Золотой ключик)                                        | Aleksandr Ptushko                      | Sergey Martinson                                                           | Uniunea Republicilor Sovietice Socialiste                                          | Film cu acțiune în direct și stop motion, bazat pe Buratino |
| The Hunchback of Notre Dame                                          | William Dieterle, Max Reinhardt        | Charles Laughton                                                           | Statele Unite ale Americii                                                         |                                                             |
| Vrăjitorul din Oz (The Wizard of Oz)                                 | Victor Fleming                         | Judy Garland, Frank Morgan, Ray Bolger, Bert Lahr                          | Statele Unite ale Americii                                                         |                                                             |
| Vasilisa prekrasnaia (Василиса Прекрасная)                           | Aleksandr Rou                          | Georgiy Millyar, Valentina Storogozhskaya, Sergei Stolyarov, Lev Potyomkin | Uniunea Republicilor Sovietice Socialiste                                          |                                                             |